# Shuv-it
Shuv-it är en term för ett trick inom skateboard.
En shuv-it utförs genom att lägga vikten på brädans tail (brädans bakdel) och använda fötterna till att snurra brädan horisontellt på marken 180 grader, snurrar man fler grader så lägger man bara till det i namnet till exempel 360 shuv-it, 540 shuv-it etc. Brädans tail ska aldrig hinna nudda marken. Brädan kan både snurra medsols eller motsols, enda skillnaden är att man kallar det för en FS shuv-it eller BS shuv-it (Frontside/Backside).
En pop shove-it är ett annat trick som är likt en shuv-it. Enda skillnaden är att här låter man brädans tail nudda marken så att brädan poppas (studsar av smällen) upp i luften och roteras ovanför marken och sen landar igen. Även här gäller samma regler som med shuv-it, FS, BS, 360, 540 osv. 
För att göra en shuv-it som vanligtvis uttalas show [sho] skall du med din bakre fot (om du är regular-stanced så blir det den högra) trycka bakåt ordentligt så att du får en riktigt snabb rotering på din bräda. Vid höga shuv-it's nerför trappor och liknande bör man försöka att landa på skruvarna för att inte riskera att brädan går av. Shuv-it är ett standard trick.